# 維蒙特 (科羅拉多州)
維蒙特（英語：Valmont）是位於美國科羅拉多州圓石縣的一個人口普查指定地區。

## 地理
維蒙特的座標為40°01′55″N 105°12′52″W / 40.03194°N 105.21444°W，而該地最高點為海拔高度1580米（即5180英尺）。

## 人口
根據2010年美國人口普查的數據，維蒙特的面積為0.9平方千米，當中陸地面積為0.7平方千米，而水域面積為0.2平方千米。當地共有人口59人，而人口密度為每平方千米65人。